# Izzy Gerstenbluth
Izzy Gerstenbluth is een Curaçaos arts-epidemioloog.
Hij is hoofd van de afdeling epidemiologie en onderzoek van het departement Geneeskunde & Gezondheidszaken (G&GZ) van Curaçao en hoofd epidemiologie en sociale wetenschappen van het onderzoeksinstituut, Curaçao Biomedical & Health Research Institute te Willemstad. Daarnaast fungeert hij als regionaal consulent van het Rijksinstituut voor Volksgezondheid en Milieu (RIVM) voor wat betreft syndroomsurveillance, volksgezondheidpraktijken en outbreak management in Caribisch Nederland.

## Loopbaan
Gerstenbluth studeerde geneeskunde aan de Rijksuniversiteit Groningen. Hierna behaalde hij zijn masterstitel in "public health" geneeskunde aan de London School of Hygiene & Tropical Medicine.
Hij begon zijn loopbaan in overheidsdienst in Curaçao; deels als huisarts en deels werkzaam voor de G&GZ. Nadat hij eind jaren tachtig van de 20ste eeuw de afdeling epidemiologie en onderzoek had opgezet volgde zijn aanstelling, eerst tot hoofdepidemioloog en later tot afdelingshoofd. Als projectleider startte hij beginjaren negentig het eerste grootschalige gezondheidsonderzoek "Hoe gezond is Curaçao? onder de Curaçaose bevolking. In 1994 volgde een topoverleg met alle ketenpartners in de zorg. Gerstenbluth is aangewezen als nationale epidemioloog van Curaçao, een rol die hij ook vervulde voor de Nederlandse Antillen totdat deze in 2010 werden ontmanteld. Hij was spilfiguur tijdens de uitbraken in Curaçao van het chikungunya-virus in 2014 en het zikavirus in 2016, die een negatief effect hadden op de toeristenstroom naar het eiland.

## Coronacrisis
Izzy Gerstenbluth kwam vanaf januari 2020 veelvuldig in het nieuws naar aanleiding van de coronacrisis van het virus SARS-CoV-2 dat de besmettelijke luchtwegaandoening COVID-19 veroorzaakt en de uitbraak in Curaçao van dit 'coronavirus'. Met persconferenties en briefings in het Papiaments en het Nederlands over de coronaontwikkelingen werd hij een baken voor de bevolking. Na het vaststellen van de eerste besmetting op 13 maart reageerde het kabinet-Rhuggenaath meteen met het sluiten van de grenzen voor vluchten uit Europa. De maatregelen die hierna volgden, zijn volgens Gerstenbluth niet gericht geweest op ‘flatten the curve’, maar op ‘crush the curve’. Nadat de "lockdown" eind april zonder gemotiveerde reden werd verlengd kreeg de aanpak van Gerstenbluth stevige kritiek van medisch specialisten, waarna de huisartsenvereniging het voor hem opnam. Bij de herstart van het toerisme naar het Caribisch deel van het Koninkrijk der Nederlanden vanaf juli 2020 ontraadde hij Aruba en Sint Maarten, die niet de beschikking hebben over een eigen epidemioloog, om de grenzen ook meteen te openen voor bezoekers uit de Verenigde Staten.
Gerstenbluth ontving de MCB-prijs 2020 en de Cola Debrotprijs 2022 voor zijn positieve impact als epidemioloog tijdens de coronacrisis in Curaçao.